# Pachypappella lactea
Pachypappella lactea är en insektsart som först beskrevs av Albert Tullgren 1909. Enligt Catalogue of Life ingår Pachypappella lactea i släktet Pachypappella och familjen långrörsbladlöss, men enligt Dyntaxa är tillhörigheten istället släktet Pachypappella och familjen pungbladlöss. Arten är reproducerande i Sverige. Inga underarter finns listade i Catalogue of Life.